# 현대코퍼레이션
현대코퍼레이션 주식회사는 선박, 산업 플랜트 및 기계, 상용차 및 철도 차량, 철강, 화학 제품, 일반 상품 등 다양한 제품의 수출입 서비스를 제공하는 종합상사이다.